# マクシミリアン・フォン・バーデン
プリンツ・マクシミリアン・アレクサンダー・フリードリッヒ・ヴィルヘルム・フォン・バーデン （ドイツ語: Prinz Maximilian Alexander Friedrich Wilhelm von Baden, 1867年7月10日 - 1929年11月6日）は、バーデン及びドイツの公族、軍人、政治家。バーデン大公家家長。マックス・フォン・バーデン（ドイツ語: Max von Baden）の短縮形の名で知られる。最後のバーデン大公フリードリヒ2世の従弟にあたる。

## 生涯
プロイセンの将軍であったバーデン大公子ヴィルヘルムとその妻であるロイヒテンベルク公女マリア・マクシミリアノヴナの長男として、バーデン＝バーデンで生まれた。学業を終えた後、プロイセン陸軍の将校として訓練を受ける。1907年に叔父のバーデン大公フリードリヒ1世が死去したため、従兄弟のフリードリヒ2世の後継者となったが、この夫婦には子供がいなかった。1911年、マクシミリアンは陸軍少将の階級で除隊を申請した。
1914年に第一次世界大戦が勃発すると、大公の代理としてドイツ軍第14軍団（第14軍団にはバーデンからの部隊が含まれていた）の参謀を務めた。 しかしその後まもなく、軍事上の役割に不満があったことと、体調不良で退役している。
1914年10月、ドイツ赤十字社バーデン支部の名誉会長となり、ロシアやスウェーデンの裁判所、スイスとのコネクションを生かし、ドイツ国内外の捕虜のための活動を始めた。 1916年にはYMCA世界連盟のドイツ・アメリカ戦争捕虜支援組合の名誉会長に就任した。
そのリベラルな姿勢から、パウル・フォン・ヒンデンブルクとエーリヒ・ルーデンドルフ率いる陸軍最高司令部（OHL）の方針と対立するようになった。1917年の無制限潜水艦作戦の再開には公然と反対を表明し、この作戦の再開が4月6日のアメリカ合衆国議会による宣戦布告を誘発した。
1918年9月下旬、陸軍最高司令部がドイツの戦線が崩壊しかかっていることを政府に伝え、休戦交渉の即時開始を要請したため、議会政治反対派であるゲオルク・フォン・ヘルトリング内閣は1918年9月30日に総辞職した。ヘルトリングはフリードリヒ・フォン・パイヤー副首相と相談し、第一次大戦前から自由主義者として知られたマクシミリアンを後継宰相に推薦した。彼は一般にはほとんど知られていなかったため、彼が首相候補として検討されたのは、主に1917年春から外務省軍務局に勤務したクルト・ハーンによるものであった。
1918年10月にドイツ帝国宰相に任命され連合国との休戦交渉を担ったが、ドイツ政府は既に軍部に掌握されており、マクシミリアンの行動の余地は狭かった。マクシミリアンはOHLが交渉を行うことを望んでいた条件について深刻な懸念を抱いており、ウィルソンの14箇条をドイツの立場に最も有利な形で進めようとした。彼は、帝国議会の最大政党であるドイツ社会民主党（SPD）の代表を初めて国務長官に含む内閣を結成した。後にドイツ国首相となるフィリップ・シャイデマンが無任所長官に任命され、同じく首相となるグスタフ・バウアーが労働長官に任命された。これは9月29日に休戦の要請は旧政権からではなく多数党に基づくものでなければならないと主張した、ルーデンドルフと元外相のパウル・フォン・ヒンツェの考えを引き継いだものだった。議会多数派に基づく政府を任命した公式の理由は、アメリカ合衆国大統領が和平提案を拒否しにくい状態を作るためだった。しかしルーデンドルフは、敗戦の責任を政治家や帝国議会に転嫁することに務めた。
連合国側は、マクシミリアンがドイツの支配者一族の一員であることに不信感を抱き、慎重な態度をとった。この不信感は、マクシミリアンが1918年初頭にアレクサンダー・ツー・ホーエンローエ＝シリングスフュルストに宛てた個人的な手紙が公開されたことで更に強まった。この手紙には「議会主義」への批判と、1917年7月の帝国議会のフリーデンス決議への反対が書かれていた。ウィルソン大統領はドイツとの休戦交渉に時間をかけ、10月8日から23日の間に3つの外交文書を送っている。10月24日、ルーデンドルフはウィルソンの3回目の文書を「受け入れられない」とする陸軍命令を出し、部隊に戦闘続行を呼びかけた。10月25日、ヒンデンブルクとルーデンドルフは首相の明確な指示を無視してベルリンに向かった。マクシミリアンはルーデンドルフ参謀次長の解任を要求し、ヴィルヘルム2世もこれを了承した。10月26日、皇帝はルーデンドルフに信頼を失ったと告げて解任。ヴィルヘルム・グレーナーが後任の参謀次長に就任した。
マクシミリアンは、ハーンやヴァルター・シモンスの助言のもと、内閣の多数党代表（SPDや中央党）と協力して休戦に向けて行動した。マクシミリアンの下で、旧帝国の官僚、軍、政治の指導者は、多数党の指導者や帝国の各領邦との協力を開始した。この協力関係は、後の革命時の出来事に大きな影響を与えることになる。
10月下旬、帝国憲法が大幅に改正され、イギリス型の立憲君主制に移行した。しかし10月30日のヴィルヘルムスハーフェンでの出来事に始まるキールの反乱、11月初旬のドイツ革命の勃発により、政府の休戦確保への努力は中断された。11月1日、マクシミリアンはドイツの全領邦に手紙を出し、皇帝の退位を認めるかどうかを尋ねた。11月6日、宰相は連合国との交渉にマティアス・エルツベルガーを派遣した。マクシミリアンはヴィルヘルム2世が帝位を保持することはできないと悟っており、ホーエンツォレルン家を救うために退位を促した。彼は事態はもはや一刻ではなく分や秒を争うと皇帝に迫ったという。パウル・フォン・ヒンデンブルクやヴィルヘルム・グレーナーらも同調したが、ヴィルヘルム2世は退位を拒絶して革命期のベルリンからベルギーのOHLスパ司令部に逃げ込んだ。
11月7日、マクシミリアンはSPD幹部のフリードリヒ・エーベルトと会いスパに行き、ヴィルヘルム2世に退位するよう説得する計画について話し合った。彼は、ヴィルヘルムの次男であるアイテル・フリードリヒ王子を摂政とすることを考えた。しかし、ベルリンで革命が勃発したため、マクシミリアンはその計画を実行することができなくなった。エーベルトは、社会主義者の蜂起を抑制するためには皇帝は速やかに退位しなければならず、新政府が必要であると判断した。
やがて、ヴィルヘルム2世は「帝位は退くがプロイセン王位は保持する」という苦肉の案に飛びついたが、ベルリンに大衆が集まる中で、マクシミリアンは皇帝の同意なしに1918年11月9日正午にドイツ皇帝位（及びプロイセン王位）の退位を発表した。ヴィルヘルム2世はこの退位宣言に激怒し、マクシミリアンを電話で罵倒した。同日、エーベルトが法秩序を維持するためにはそれしか方法がないとして、政府を自分とSPDに譲るよう要求し、社会民主党のフィリップ・シャイデマンにより共和国樹立の宣言が行われた。その後マクシミリアンはフリードリヒ・エーベルトに後を託し、辞職した。ベルリンを離れる前にエーベルトを訪ねて別れを告げると、エーベルトは議会制による改善で古い秩序を維持し、革命ではなく正当な政府を率いることを切に望んで摂政（Reichsverweser）として留まるよう要請したが彼はこれを拒否し、故郷バーデンに向けて出発した。共和国宣言を受けて翌10日にヴィルヘルム2世は財産を携えてオランダへ亡命し、28日に正式に退位を宣言。1941年に亡くなるまで終生マクシミリアンを恨み続けた。
マクシミリアンは退役して余生を過ごし、1928年に従兄のフリードリヒ2世よりバーデン大公家家長を継いだが、翌年にコンスタンツで死去した。

## 家族
ハノーファー王太子エルンスト・アウグスト（2世）の長女マリア・ルイーゼと結婚。1男1女を儲けた。
- マリー・アレクサンドラ（ドイツ語版）（1902年 - 1944年） - ヘッセン＝カッセル公子ヴォルフガングと結婚。第二次世界大戦中、アメリカ軍によるフランクフルト空爆の犠牲となって死去。
- ベルトルト（1906年 - 1963年） - ギリシャ・デンマーク王女テオドラと結婚。

マックス・フォン・バーデンは同性愛者で、ベルリンの士官時代は違法行為である同性愛行為を犯しているとしてベルリン市警のマーク対象であったが、王族男子としての義務感から結婚し子を儲けた。